# 克里斯蒂安·克勒斯
克里斯蒂安·克勒斯（德語：Christian Klees，1968年6月24日—），德国男子射击运动员。他曾代表德国参加1996年夏季奥林匹克运动会射击比赛，获得男子50米步枪卧射金牌。